# Deltochilum sericeum
Deltochilum sericeum är en skalbaggsart som beskrevs av Renaud Maurice Adrien Paulian 1938. Deltochilum sericeum ingår i släktet Deltochilum och familjen bladhorningar. Inga underarter finns listade i Catalogue of Life.